# Cap de Formentor
Le cap de Formentor est le cap à l’extrémité nord-est de Majorque.

## Situation et géographie
Formentor constitue une presqu'île, terminant la partie est de la serra de Tramuntana.

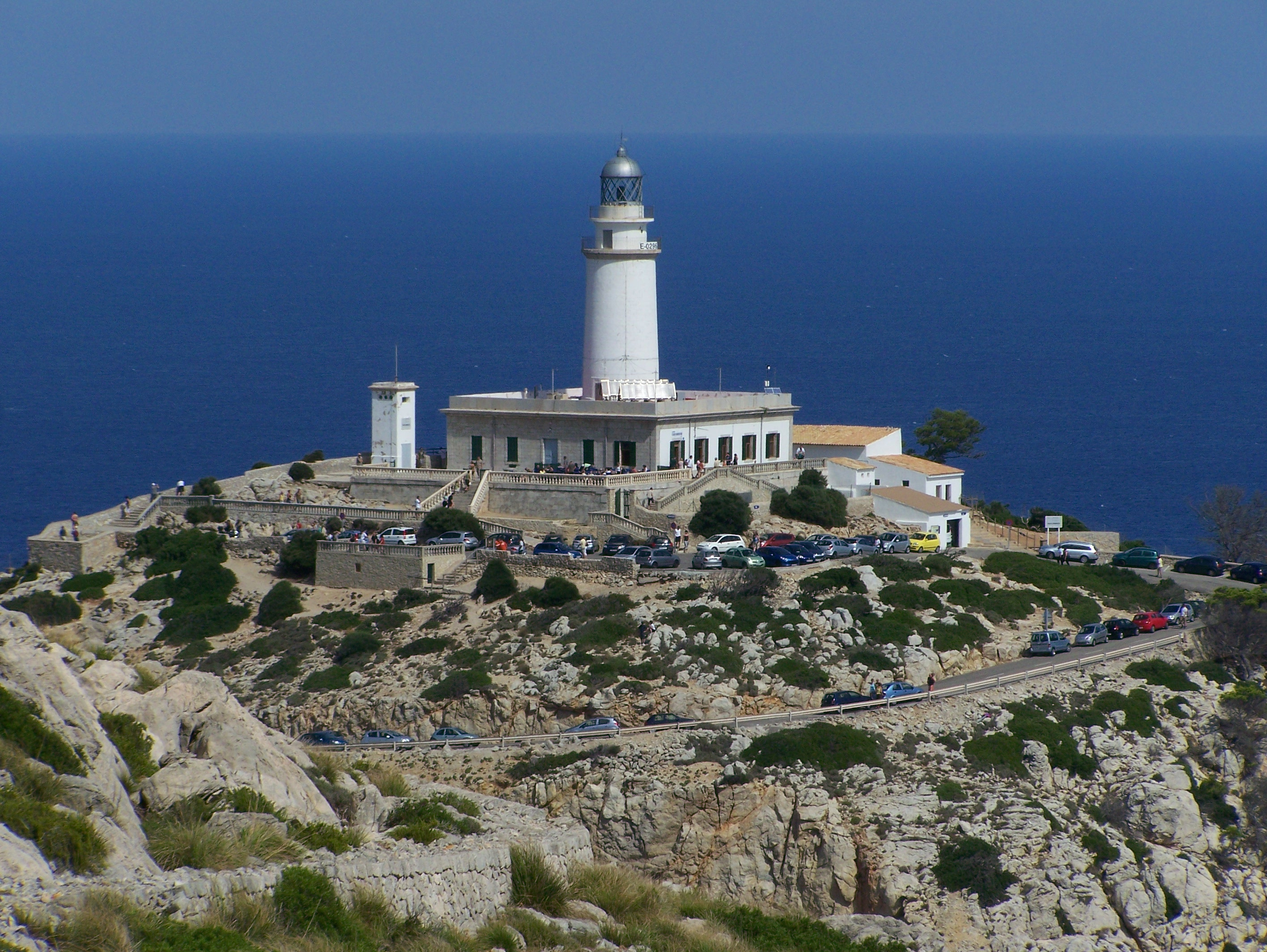
Le phare du cap de Formentor.

D'un petit peu plus loin. Juillet 2015.

## Histoire
En 1925, Antoni Parietti Coll (Palma, 1899-1979) réalise la route entre Port de Pollença et l'extrémité de la presqu'île de Formentor, ouvrant amplement le tourisme dans cette portion, ainsi que la perspective de l'hôtel de luxe.

## Divers
- Le SUV sportif Cupra Formentor tire son nom de ce lieu.
- Attention seuls les résidents et les personnes à mobilité réduite peuvent y aller en été.